# Dichterarzt
Ein Dichterarzt oder Schriftstellerarzt ist ein (belletristischer) Schriftsteller mit medizinischer Ausbildung.
Als Beispiele bekannter Ärzte, die auch oder vorwiegend schriftstellerisch tätig waren, können genannt werden António Lobo Antunes, Michail Bulgakow, Louis-Ferdinand Céline, Archibald Joseph Cronin, Stanisław Lem, William Somerset Maugham, Vincenzo Monti, João Guimarães Rosa oder Anton Pawlowitsch Tschechow, William Carlos Williams und Irvin D. Yalom genannt. Als bekannte deutschsprachige Dichterärzte mögen unter anderem Paul Fleming, Johann Gottlob Krüger, Albrecht von Haller, Friedrich Schiller, Georg Büchner, Arthur Schnitzler, Oskar Panizza, Gottfried Benn, Alfred Döblin und Uwe Tellkamp erachtet werden. 
So wie der Begriff des „Dichterarztes“ von Ärzten selbst oft gepflegt wird, so wenig wurde er wegen seiner Unklarheit bislang zum literarwissenschaftlichen Gegenstand. Für den Arzt Volker Klimpel, Autor von Lexika über „Schriftsteller-Ärzte“, geht „der Begriff des Dichter-Arztes über den des reinen Poeten hinaus […] und [umfasst] praktisch alle literarischen Genres einschließlich journalistischer, redaktioneller und herausgeberischer Tätigkeit sowie philosophische und kulturhistorische Abhandlungen […]. Ausgeklammert bleiben die rein fachwissenschaftlich-medizinischen Werke.“ Dem widersprechen aktuelle Literature and sciences-Studien, welche alle vorstellbaren medizinischen Schreibweisen als durch die Literaturwissenschaft analysewürdig erachten. So ist zum Beispiel weniger als Dichterarzt denn als Kriegsverbrecher der „serbische Psychiater Radovan Karadžić [, der] Gedichte, Kinderbücher und Romane geschrieben hat“, bekannt. Gemäß Literaturwissenschaftler Carsten Zelle böte „[eine] ›Medizinliterargeschichte‹ einschlägiger Texte und Autoren […] selbst bei einer Beschränkung auf neuere deutschsprachige Schriftsteller- bzw. Dichterärzte (u. a. Krüger, Haller, Schiller, Büchner, Schnitzler, Oskar Panizza, Döblin, Benn, Tellkamp) eine bloß zufällige Auswahl (vgl. Klimpel 1999).“
Über den literaturhistorischen Wert hinaus wird auf die Bedeutung der Dichterärzte für die Medizingeschichte verwiesen, wo sie durch ihr authentisches Wissen und ihren Einblick in das Getriebe der Medizin wichtiges Quellenmaterial beistellen: „Von berufener Hand werden die verborgenen Winkel der Spitäler und Laboratorien aufgetan, die Ambulanzen und Ordinationen, die Krankenstuben und Sterbezimmer.“
Friedrich Schiller, Georg Büchner und Arthur Schnitzler traten als Dramatiker hervor, waren zugleich Vorreiter der modernen Psychosomatik und rebellierten gegen ihre Väter und Landesväter.
1965 wurde die „Union Mondiale des Écrivains Médecins“ (UMEM) als Weltorganisation der Schriftstellerärzte gegründet. Seit 1970 sind die deutschsprachigen Dichterärzte im „Bundesverband Deutscher Schriftsteller-Ärzte“ organisiert.